# 에리크 프라이 (배우)
에리크 빅토르 라우렌츠 에밀 프라이(독일어: Erik Viktor Laurenz Emil Frey, 1908년 3월 1일~1988년 9월 2일)는 오스트리아의 배우이다.

## 작품 목록

### 영화
- 더 카디널 (1963년)
- 굿 솔저 슈웨익 (1960년)
- 시씨 - 3부 (1957년)
- 디즈니랜드 (1954년)
- 히틀러의 최후 (1951년)